# Janusz Płowecki
Janusz Płowecki (ur. 22 stycznia 1928, zm. 10 września 1996 w Częstochowie) – polski dziennikarz, prawnik, działacz społeczny oraz redaktor naczelny gazet codziennych „Życie Częstochowy” i „Częstochowskie A-Z”.

## Życiorys
Urodził się w rodzinie prokuratora, który ze względu na specyfikę wykonywanego zawodu często musiał zmieniać miejsce zamieszkania, aż do momentu gdy wraz z rodziną osiadł w Częstochowie, gdzie otworzył kancelarię notarialną.
Wybuch drugiej wojny światowej zastał Janusza Płoweckiego właśnie w tym mieście. Podczas okupacji został aresztowany przez Niemców za działalność konspiracyjną, w wyniku czego spędził 2 miesiące w areszcie. W 1946 roku ukończył szkołę średnią i rozpoczął studia na Uniwersytecie Jagiellońskim w Krakowie na Wydziale Prawa, które ukończył w 1952 roku. Od 1953 roku pracował jako dziennikarz w gazecie „Życie Częstochowy”, która była jedną z filii gazety „Życie Warszawy”. W latach 1982–1992 pełnił funkcję redaktora naczelnego „Życia Częstochowy”. W okresie swojej prawie 40-letniej pracy dziennikarskiej opublikował wiele artykułów związanych z okresem II wojny światowej, ze szczególnym uwzględnieniem wydarzeń związanych z wyparciem Niemów z Częstochowy przez wojska sowieckie w 1945. Na łamach prasy prowadził również popularny cykl artykułów, które ukazywały się pod wspólnym tytułem Pieszo w starej Częstochowie. Organizator wielu miejskich wydarzeń kulturalnych. Był komentatorem w trakcie lokalnych zawodów żużlowych. W 1992 założył niezależny dziennik „Częstochowskie A-Z”, którego był redaktorem naczelnym.
Był dwukrotnie żonaty. Z jego pierwszego małżeństwa pochodzi syn Maciej (inżynier elektryk), natomiast z drugiego synowie: Przemysław (mgr architektury) i Michał (dziennikarz, adwokat). Zmarł po ciężkiej chorobie i został pochowany na częstochowskim cmentarzu Kule. Za zasługi w działalności zawodowej i społecznej odznaczony Oficerskim i Kawalerskim Krzyżem Orderu Odrodzenia Polski, Złotym Medalem Stowarzyszenia Dziennikarzy Polskich oraz prestiżową nagrodą im. Karola Miarki.